# Golosalvo
Golosalvo er en by og kommune i det sydøstlige Spanien i provinsen Albacete. Den har et indbyggertal på 85 (2024) indbyggere.